# Lavalle (Corrientes)
Lavalle is een plaats in het Argentijnse bestuurlijke gebied Lavalle in de provincie Corrientes. De plaats telt 4.783 inwoners.

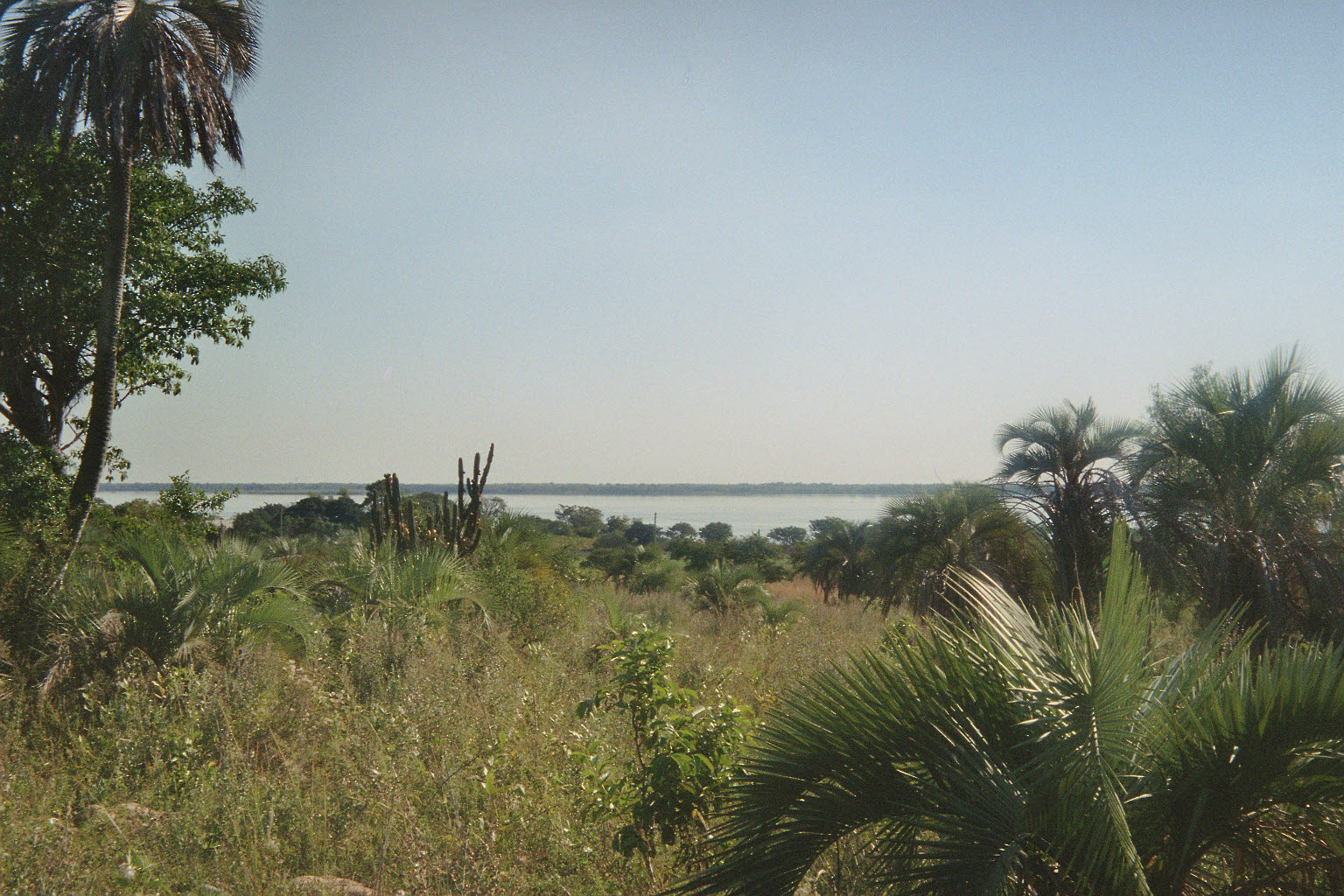
Rivier de Parana bij Lavalle